# اولامبرا
اولامبرا (به پرتغالی: Holambra) یک منطقهٔ مسکونی در برزیل است که در ایالت سائو پائولو واقع شده‌است. اولامبرا ۶۵٫۵۸ کیلومتر مربع مساحت و ۱۳٬۳۷۵ نفر جمعیت دارد و ۶۰۰ متر بالاتر از سطح دریا واقع شده‌است.